# 恰拉波尔
恰拉波尔（Calapor），是印度果阿邦North Goa县的一个城镇。总人口11823（2001年）。

## 人口
该地2001年总人口11823人，其中男性5943人，女性5880人；0—6岁人口1179人，其中男600人，女579人；识字率80.14%，其中男性为84.67%，女性为75.56%。